# François Lobjoy
François Lobjoy (parfois orthographié Lobgeois ou Lobjois), né le 25 septembre 1743 à Brancourt et mort le 6 septembre 1807 à Colligis, est un homme politique français de la Révolution française, président du corps législatif sous le Consulat.

## Biographie
François Lobjoy nait à Brancourt, dans le futur département de l'Aisne, le 25 septembre 1743. Il est le fils de François Lobjoy, marchand mercier. Amateur de littérature, il entre à l'université avant d'entrer en politique.
Il se rallie avec enthousiasme aux idées de la Révolution française et est élu dès 1790 maire de Colligis.
Il est élu député de l'Aisne à l'Assemblée nationale législative le 8 septembre 1791. Au cours de la session il reste très discret, et présente un rapport pour demander au ministère des Affaires étrangères la communication de pièces officielles.
Son mandat finit le 20 septembre 1792 et François Lobjoy retourne dans son département où il occupe, de 1792 à l'an II la fonction de vice-président de son district, tout en se tenant à l'écart des évènements de la Terreur. Il revient à la politique sous le Directoire et est élu au Conseil des Anciens le 22 germinal an V, par 183 voix sur 205 votants. Il fait de nouveau preuve d'une grande discrétion au sein de cette assemblée. Il adhère finalement au coup d'État du 18 brumaire.
Son ralliement lui ouvre les portes du corps législatif où le Sénat conservateur le nomme pour représenter l'Aisne le 4 nivôse an VIII lors de la première nomination de député dans cette assemblée. Sa carrière politique atteint son apogée lors de son élection à la présidence du corps législatif le 21 avril 1802, fonction qu'il occupe jusqu'au 6 mai. Cette élection ne lui permet cependant pas particulièrement de se distinguer. Lors de ses quinze jours de présidence, le corps législatif vote des projets de lois sur l'instruction publique, le droit pénal et sur des problèmes financiers,. L'annonce de la Paix d'Amiens lui permet de se distinguer par un discours où il compare le premier Consul à Alexandre le Grand. C'est sous son impulsion que le mode de scrutin du corps législatif est réformé lors de sa présidence pour diminuer le temps pris par les opérations de comptage.
Après sa présidence, François Lobjoy reste membre du corps législatif et est réélu le 17 février 1807, après avoir été fait membre de la Légion d'honneur le 26 novembre 1803. En parallèle de ses activités politiques, il mène des recherches historiques visant à l'écriture d'une Histoire de l'histoire ancienne, dont le manuscrit ne sera jamais publié. 
François Lobjoy meurt à Colligis le 6 septembre 1807.